# 吉非罗齐
吉非罗齐（商品名：Lopid）是一种有机化合物，分子式C15H22O3，用于治疗血脂异常。